# Bengt Johansson
Bengt Johansson (Halmstad, 25 de junio de 1942-Söndrum, 8 de mayo de 2022) fue un jugador y entrenador de balonmano sueco que jugaba de pivote. Fue uno de los componentes de la selección de balonmano de Suecia con la que disputó 83 partidos internacionales entre 1964 y 1972 y disputó con su selección los Juegos Olímpicos de Múnich de 1972. 

## Carrera deportiva
Como jugador se formó en las categorías inferiores del Halmstads HP IF, para más adelante trasladarse a Estocolmo, donde jugó SoIK Hellas al mismo tiempo que realizaba sus estudios superiores. En 1971 regresó a Halmstad para jugar sus últimos años en el HK Drott Halmstad, haciendo las funciones de jugador-entrenador durante la temporada 1974-75, en la que el equipo se proclamó campeón de la liga sueca por primera vez en su historia.
Sin embargo alcanzó su mayor notoriedad como entrenador de balonmano, al dirigir a la selección sueca durante dieciséis años, entre 1988 y 2004, en los que Suecia consiguió trece medallas en campeonatos internacionales. Dirigió un total de 471 partidos de la selección sueca, siendo el entrenador que más partidos ha dirigido de la misma
Anteriormente había entrenado ya con éxito al equipo de su ciudad, el HK Drott Halmstad,  consiguiendo los cinco primeros campeonatos suecos que lograba el club en su historia, con resultados muy meritorios en las competiciones europeas. Buena parte de la selección sueca de los años 90 sería promocionada precisamente por Johansson en el HK Drott Halmstad, como Ola Lindgren, Magnus Andersson o Thomas Sivertsson.
Tras los fracasos en el Campeonato del Mundo de 2003 donde finalizó 13º y el Campeonato de Europa de 2004 en el que terminaron en 7ª posición, con la consiguiente no clasificación para los Juegos Olímpicos de Atenas de 2004, Bengt Johansson dejó la dirección de la selección sueca retirándose también como entrenador. Al igual que toda la generación dorada del balonmano sueco, llamada "Bengan Boys" precisamente en honor a Johansson, no pudo conseguir la medalla de oro olímpica, tras caer en las consecutivas finales de los Juegos Olímpicos de Barcelona de 1992, Juegos Olímpicos de Atlanta de 1996 y de los Juegos Olímpicos de Sídney de 2000.
Estudió Sociología y Psicología, diplomándose en Educación Física más tarde en la Escuela Superior de Estocolmo .

## Equipos

### Jugador
- SoIK Hellas (-1971)
- HK Drott Halmstad (1971-1976)

### Entrenador
- HK Drott Halmstad (1974-1975) (1976-1984) (1985-1988)
- Selección de balonmano de Suecia (1988-2004)

## Palmarés
- Liga de Suecia 1975, 1978, 1979, 1984, 1988